# Digonogastra tuberculata (Enderlein)
Digonogastra tuberculata is een insect dat behoort tot de orde vliesvleugeligen (Hymenoptera) en de familie van de schildwespen (Braconidae). De wetenschappelijke naam van de soort werd voor het eerst geldig gepubliceerd door Günther Enderlein in 1920 als Ipobracon tuberculatus.